# Budweiser Rocket

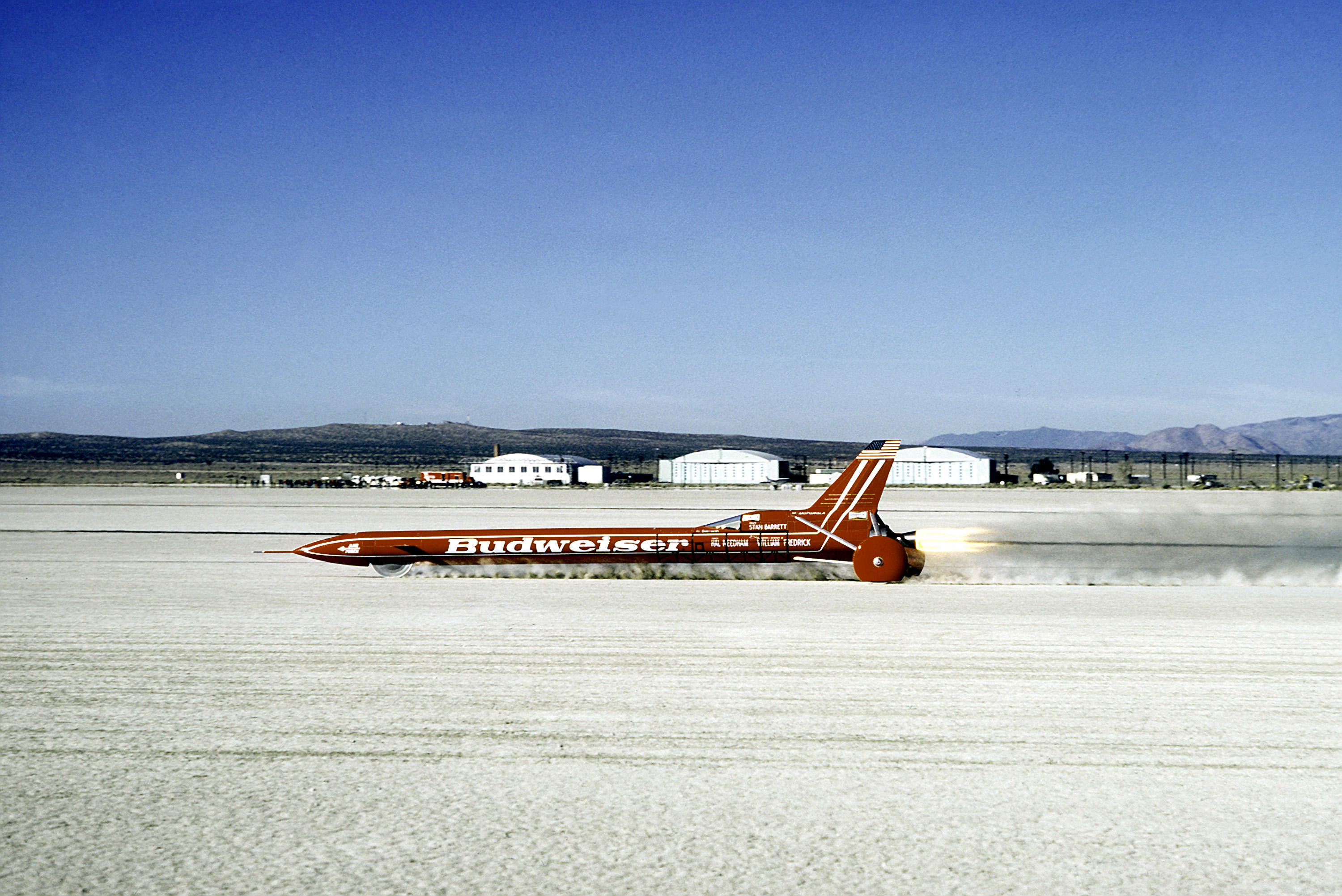
Budweiser Rocket

Budweiser Rocket war ein Raketenauto, mit dem auf dem Rogers Dry Lake (Edwards Air Force Base) inoffiziell erstmals von einem Landfahrzeug die Schallmauer durchbrochen wurde.
Im Jahr 1979 versuchte der Hollywood-Stuntman Stan Barrett mit dem „Budweiser Rocket Team“ die magische Marke Mach 1 zu übertreffen. Entworfen und gebaut hatte das Fahrzeug William L. Fredrick aus Chatsworth, Eigentümer war der Stuntman Hal Needham. Mit dem Vorgänger-Modell SMI Motivator, ebenfalls ein Fahrzeug von Needham, hatte bereits Kitty O’Neil den Geschwindigkeits-Weltrekord für Frauen gebrochen.
Erste Versuche auf den Bonneville Flats scheiterten: Die Oberfläche der Strecke erwies sich als zu rau, der 48.000 PS (35.304 kW) starke Raketenantrieb entwickelte nicht den nötigen Schub und Barrett erreichte mit dem Fahrzeug nur knapp 1100 km/h. Daher kaufte das Team 6 Feststoffraketen vom Typ Sidewinder von der US-Luftwaffe. Pro Rekordversuch sollte jeweils ein solcher Zusatzantrieb (Booster) verwendet werden. Beim ersten Start mit einer Feststoffrakete versetzte die gewaltige Beschleunigung Barrett einen Schlag in den Nacken und brach ihm einen Halswirbel.

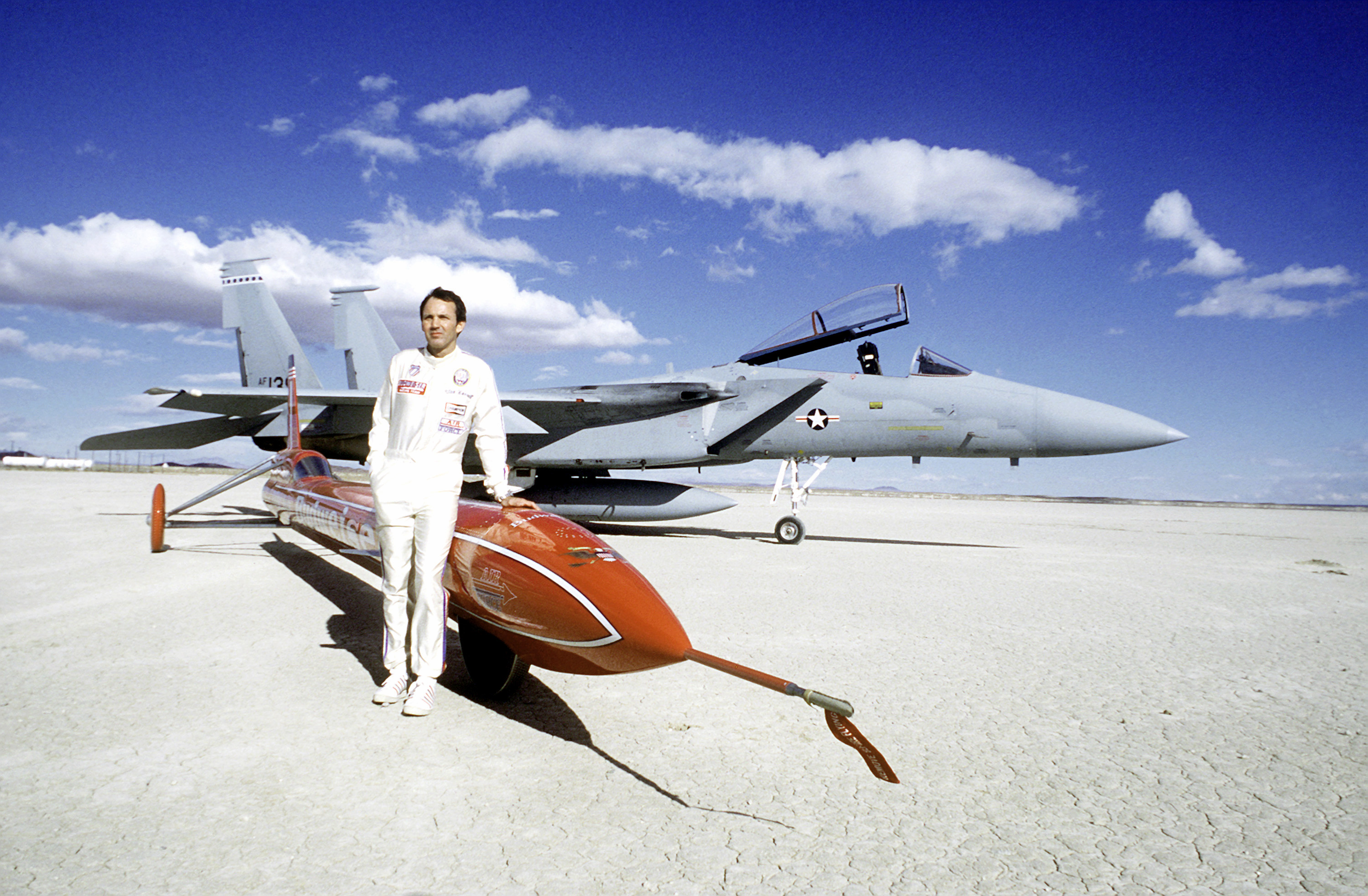
Stan Barrett, neben Budweiser Rocket (dahinter ein überschallschneller Kampfjet vom Typ McDonnell Douglas F-15)

Am 17. Dezember 1979 gelang der Rekordversuch. Barrett erreichte mit Budweiser Rocket eine Geschwindigkeit von 1190 km/h, was aufgrund der niedrigen Temperaturen am Ort (rein rechnerisch) Überschallgeschwindigkeit bedeutete.
Weder die FIA (Fédération Internationale de l’Automobile) noch die FIM (Fédération Internationale de Motocyclisme), die offiziellen Zertifizierungsstellen für Geschwindigkeitsrekorde, erkennen den Rekordversuch, die angeblich erreichte Geschwindigkeit oder die Möglichkeit an, dass das Fahrzeug jemals Überschallgeschwindigkeiten erreichte. Die FIA stufte das Fahrzeug wegen seiner Bauweise als Dreirad außerdem nicht als Auto ein. Weitere Gründe waren das Durchfahren der Strecke in nur einer Richtung und Zweifel an der Genauigkeit der Geschwindigkeitsmessung.
Das erste Landfahrzeug, das offiziell anerkannt die Schallmauer durchbrach, war ThrustSSC im Jahr 1997.

## Kontroversen um den Rekord
Der erste Lauf von Budweiser Rocket auf den Bonneville Salt Flats zeigte, dass der Antrieb nicht genug Schub entwickeln konnte, um eine für einen neuen offiziellen Geschwindigkeitsrekord ausreichende Geschwindigkeit aufrechtzuerhalten. Das Team sah dann sein Ziel darin, die Schallgeschwindigkeit an Land zu überschreiten, wenn auch nur kurz und obwohl keine offizielle Behörde diese Leistung als Rekord anerkennen würde. Die Schallgeschwindigkeit ist keine Konstante, sondern ein Zusammenspiel von Lufttemperatur und Luftdruck. Die errechnete Schallgeschwindigkeit während Barretts Rekordversuch betrug 1177,9 km/h (731,9 Meilen pro Stunde).
Nach einem Lauf auf dem Rogers Dry Lake in der Nähe der Edwards AFB am 17. Dezember 1979 erklärte das Team, dass Budweiser Rocket kurzzeitig die Schallmauer an Land durchbrochen habe. Trotz dieser Behauptung wurde eine offizielle Bestätigung verweigert, da die Standardregeln für Landgeschwindigkeitsrekorde eine Durchschnittsgeschwindigkeit über eine gemessene Distanz (meist einer Meile) erfordern. Die Messung der Höchstgeschwindigkeit von Budweiser Rocket während des Laufs ist vor allem wegen der zur Berechnung der Geschwindigkeit verwendeten Methoden und Geräte umstritten.
Einer der hauptsächlichen Kritikpunkte war, dass das Radar der US-Luftwaffe das Fahrzeug verfolgte und die Azimut-, Höhen-, Zeit- und Entfernungsdaten aufzeichnete, aus denen eine Höchstgeschwindigkeitslösung berechnet wurde. Dieses Ergebnis wurde zusammen mit den an Bord befindlichen Beschleunigungsmessdaten verwendet, um die geschätzte Höchstgeschwindigkeit von 739,666 Meilen pro Stunde oder Mach 1,01 zu ermitteln. Die Daten wurden jedoch nie öffentlich zugänglich gemacht.
Die United States Air Force erklärte:

“… never intended to give official sanction to test results, nor to give the appearance of expressing an official view as to the speed attained by the test vehicle. Any such opinion was that of individual Air Force personnel, not of the Air Force”

„Es war niemals beabsichtigt, die Testergebnisse offiziell zu bestätigen oder den Anschein einer offiziellen Beobachtung über die vom Testfahrzeug erreichte Geschwindigkeit zu erwecken. Eine solche Meinung war die eines einzelnen Luftwaffenangehörigen, nicht der US Air Force.“

Zeugen zufolge war kein Überschallknall zu hören. Es wird behauptet, das sei auf den kurzen Abstand zwischen den Beobachtern und dem enormen Schalldruck des kombinierten Raketenantriebs zurückzuführen. Stehende Stoßwellen am Raketenende erzeugen kontinuierliche Überschallstoßwellen (einen kontinuierlicher „Schallknall“). Die akustische Dynamik zweier „brüllender“ Raketentriebwerke in Kombination mit den pochenden physikalischen Effekten derart intensiver Schallwellen über die kurze Entfernung zu den Beobachtern machte es fraglich, ob nahe an der Strecke stehende Beobachter den Überschallknall des Fahrzeugs von der allgemeinen „Kakophonie“ der Hintergrundgeräusche hätten unterscheiden können. Auch in größeren Entfernungen war kein „Boom“ zu hören, im deutlichen Gegensatz zu den Läufen von Thrust SSC, die über einen weiten Bereich einen ausgedehnten und gut dokumentierten Schallknall und eine deutlich sichtbare Stoßwelle erzeugten.

## Verbleib
Die originale Budweiser Rocket wurde dem Smithsonian Institut gespendet. Eine modifizierte Version mit einer schmaleren Spur steht im Museum des Talladega Superspeedway in Alabama. Das Original ist nicht mehr ausgestellt, sondern befindet sich im Archiv (in einem Container) des Smithsonian Institut.